# Kiste (Koralle)
Nach Kisten wurden im Französisch-Indien Korallen verkauft. Das Maß wird zu den Stückmaßen gezählt.
- 1 Kiste Korallen in Zweige = 10 8/9 Kilogramm
- 1 Kiste körnig-stückig Korallen = 45 9/25 Kilogramm
- 1 Kiste Korallen in kleinen Bruchstücken = 90 ¾ bis 113 2/5 Kilogramm